# Abd al-Riza Khan
Abd al-Riza Khan Amir Muayyad (Abd al-Reza Khan Amir Moayyad) (mort 1833) fou un governador i noble persa de Yadz. Era fill del cap local Muhammad Taki Khan Bafki que per 40 anys va dominar la política local a Yadz i Kirman directament o a través dels seus nombrosos fills i gendres.
Quan va pujar al tron Fat Ali Shah la política qadjar fou de nomenar pels governs provincials únicament a prínceps de la dinastia i Muhammad Wali Mirza fou nomenat governador de Yadz, però Abd al-Riza Khan va ser nomenat vicegovernador i seguint al seu pare va acumular poder i privilegis. El 1827/1828 Wali Mirza va marxar a Teheran en conèixer la revolta d'Abbas Kuli Mirza, governador de Kirman i Balutxistan, i en la seva absència Abd al-Riza es va proclamar governador, va confiscar les propietats de Wali Mirza i va expulsar a la seva família i fidels cap a Teheran. Mentre el rebel Abbas Kuli Mirza es va unir a Muhammad Kasim Khan Gordjo i junts van marxar cap a Yadz però foren derrotats per les forces reials.
Fatḥ Ali Shah va nomenar llavors a Ḥasan Ali Mirzā Shudja al-salṭana com a governador de Kirman i Yadz; aquest va posar setge a Yadz; els notables locals i els ulemes van intervenir en favor del rebel i el xa va ordenar al governador d'aixecar el setge i retirar-se de Yadz i poc després era nomenat oficialment governador de Yadz.
Van seguir una sèrie d'intrigues, rivalitats i complots i el 1830 Abd al-Riza Khan es va aliar a Safi Khan Ravari, que s'havia casat amb la seva filla, i es va revoltar per segona vegada. Ḥasan Ali Mirzā Shudja al-salṭana va tornar a assetjar Yadz; el setge va durar nou mesos i finalment el xa va enviar al príncep Abbas Mirza, el seu militar més destacat, comandant de la frontera russo-persa, per restaurar l'autoritat qadjar. Abd al-Reza es va rendir i fou enviat amb els seus col·laboradors a Kirman on van quedar sota arrest domiciliari. Ḥasan Ali Mirzā Shudja al-salṭana fou destituït i enviat sota arrest a Teheran. Abd al-Riza i Safi Khan Ravari es van poder escapar i el primer va arribar a Khurasan on va planejar travessar la frontera cap a Herat (1831) però pel camí fou assaltat per bandits que li van prendre tot el que portava i va haver de retornar i rendir-se al governador de Kayen, que va intercedir davant el príncep.
Fou portat a Teheran i després d'un intent de suïcidi que no va reeixir, i finalment fou executat el 1833.